# لیکوی تالابی
لیکوی تالابی یا لیکوی خوزی با نام علمی Turdoides altirostris که در انگلیسی به آن لیکوی عراقی گفته می‌شود پرنده‌ای از خانوادهٔ لیکویان و بومی کشورهای ایران، عراق و سوریه است.

## ویژگی‌ها
لیکوی خوزی یا تالابی دارای ۲۱ سانتی‌متر طول بوده و از نظر ظاهری به لیکوی معمولی شباهت دارد با این تفاوت که از آن کوچکتر و لاغرتر به نظر می‌رسد. همچنین پرهایش کمرنگ‌تر از پرهای لیکوی معمولی است و بیشتر قهوه‌ای مایل به نارنجی، به ویژه در دو طرف گلو و سینهٔ پرنده می‌باشد. رگه‌های پشتی لیکوی خوزی کمتر و ظریفتر است و تارک و سینهٔ پرنده نیز کلاً هیچ رگه‌ای ندارد. منقارش نیز در مقایسه با منقار لیکوی معمولی کوتاهتر و تاحدودی کلفتتر است.

## زیستگاه
لیکوی تالابی مناطق مرطوبی همچون نیزارهای اطراف تالابها را برای زندگی می‌پسندد و در ایران این پرنده را تنها می‌توان در جنوب کشور در خوزستان در تالاب‌های شادگان و هورالعظیم مشاهده نمود.

## پیوند به پیرون
- عکسی از لیکوی خوزی که در تالاب هورالعظیم گرفته شده‌است.